# Abel Korzeniowski
Abel Korzeniowski, właściwie Adam Korzeniowski (ur. 18 lipca 1972 w Krakowie) – polski muzyk, kompozytor filmowy i teatralny. Absolwent Akademii Muzycznej w Krakowie w klasie wiolonczeli oraz studiów kompozytorskich pod kierunkiem Krzysztofa Pendereckiego. W latach 1999–2001 był tam asystentem na Wydziale Kompozycji, Dyrygentury i Teorii Muzyki.

## Życiorys
Uznanie zdobył jako autor oprawy muzycznej do spektakli teatralnych (Nagroda Ludwika w 2002) i muzyki filmowej, m.in. do filmów Duże zwierzę (2000) - nagroda za muzykę na Festiwalu Polskich Filmów Fabularnych, Anioł w Krakowie (2002), Pogoda na jutro (2003), Samotny mężczyzna (2009). W 2004 roku skomponował muzykę do projekcji niemego filmu Metropolis podczas festiwalu filmowego „Era Nowe Horyzonty”. W roku 2010 został nominowany do Złotych Globów za muzykę do filmu Samotny mężczyzna, a w 2012 roku został nominowany do tej samej nagrody za muzykę do filmu W.E.. W 2015 roku otrzymał dwie nominacje do Nagrody Emmy za muzykę do serialu Penny Dreadful.

## Filmografia
- Czy pan to tak naprawdę, czy udaje? (1997) – film dokumentalny
- Wybór (1999) – teatr telewizji
- Duże zwierzę (2000)
- Rozwój (2001) – film dokumentalny
- Prawdziwe psy (2001) – telenowela dokumentalna
- Ożenek (2001) – teatr telewizji
- Człowiek, którego nie ma (2002) – film dokumentalny
- Anioł w Krakowie (2002)
- Pogoda na jutro (2003)
- Prawdziwe psy. Krzysiek i Sławek (2003) – film dokumentalny
- Metropolis (2004) – nagranie specjalne z 2004 r. do wersji odrestaurowanej w 2002 r., film z 1927 r.
- Kurc (2006)
- The Half Life of Timofey Berezin (2006)
- Terra (2007)
- What We Take from Each Other (2008)
- Confessions of a Go-Go Girl (2008)
- Tickling Leo (2009)
- Samotny mężczyzna (2009)
- Gwiazda Kopernika (2009)
- W.E. (2011)
- Escape from Tomorrow (2013)
- Romeo i Julia (2013)
- Penny Dreadful (2014)
- Ziarno prawdy (2015)
- Gra szpiegów (2020)
- Zwierzęta nocy (2016)
- Zakonnica (2018)
- The Courier (2020)